# Championnats d'Europe espoirs d'athlétisme 2021
Navigation
2019 2023
La 13e édition des Championnats d’Europe espoirs se déroule à Tallinn du 8 au 11 juillet 2021.
Ils devaient initialement se dérouler à Bergen à ces mêmes dates avant que la ville norvégienne ne se rétracte en raison de restrictions sanitaires liées à la pandémie de Covid-19.

## Résultats

### Hommes
| Épreuves | Or                                                                                  | Argent                                                                             | Bronze                                                                        |
| --- | ----------------------------------------------------------------------------------- | ---------------------------------------------------------------------------------- | ----------------------------------------------------------------------------- |
| 100 m (vent : m/s) | Jeremiah Azu 10 s 25                                                                | Henrik Larsson 10 s 36                                                             | Arnau Monne 10 s 41                                                           |
| 200 m (vent : m/s) | William Reais 20 s 47 EU23L                                                         | Jesús Gómez 20 s 60 PB                                                             | Pol Retamal 20 s 76                                                           |
| 400 m | Ricky Petrucciani 45 s 02 CR                                                        | Jonathan Sacoor 45 s 17 SB                                                         | Edoardo Scotti 45 s 68 SB                                                     |
| 800 m | Simone Barontini 1 min 46 s 20                                                      | Eliott Crestan 1 min 46 s 32                                                       | Thomas Randolph 1 min 46 s 41 PB                                              |
| 1 500 m | Ruben Verheyden 3 min 40 s 03                                                       | Mario García Romo 3 min 40 s 11                                                    | Isaac Nader 3 min 40 s 58                                                     |
| 5 000 m | Mohamed Mohumed 13 min 38 s 69                                                      | Aarón Las Heras 13 min 43 s 14                                                     | Baldvin Magnusson 13 min 45 s 00 NR                                           |
| 10 000 m | Eduardo Menacho 29 min 14 s 92 PB                                                   | Florian Le Pallec 29 min 23 s 82                                                   | Valentin Gondouin 29 min 24 s 40                                              |
| 110 m haies (vent : m/s) | Asier Martínez 13 s 34                                                              | Michael Obasuyi 13 s 40                                                            | Enrique Llopis 13 s 44                                                        |
| 400 m haies | Alessandro Sibilio 48 s 42 EU23L                                                    | Emil Agyekum 48 s 96 PB                                                            | Angela Ramsey 49 s 07 PB                                                      |
| 3 000 m steeple | Itsván Palkovits 8 min 34 s 05                                                      | Etson Barros 8 min 38 s 00 PB                                                      | Nahuel Carabaña 8 min 39 s 17                                                 |
| 4 × 100 m | Allemagne Yannick Wolf Luis Brandner Milo Skupin-Alfa Joshua Hartmann 38 s 70 EU23R | Espagne Arnau Monne Pol Retamal Jesús Gómez Sergio López 39 s 00                   | Ukraine Erik Kostrytsya Andrii Vasyliev Kyrylo Prykhodko Vasyl Makukh 39 s 45 |
| 4 × 400 m | France El-Mir Reale Téo Andant David Sombé Ludovic Ouceni 3:05.01 EU23L             | Italie Alessandro Moscardi Edoardo Scotti Riccardo Meli Alessandro Sibilio 3:06.07 | Allemagne Johannes Nortmeyer Kevin Joite Ben Zapka Emil Agyekum 3:06.42       |
| 20 km marche | José Manuel Pérez 1 h 25 min 6 s                                                    | David Kenny 1 h 25 min 50 s                                                        | Andrea Cosi 1 h 26 min 5 s                                                    |
| Saut en hauteur | Jan Štefela 2,20 m PB                                                               | Nathan Ismar 2,17 m Manuel Lando 2,17 m PB                                         | non décernée                                                                  |
| Saut à la perche | Ethan Cormont 5,80 m =PB                                                            | Emmanouil Karalis 5,65 m                                                           | Sondre Guttormsen 5,60 m Ersu Şaşma 5,60 m                                    |
| Saut en longueur | Simon Ehammer 8,10 SB                                                               | Henrik Flåtnes 7,95 m =NU23R                                                       | Boris Linkov 7,84 m                                                           |
| Triple saut | Andrea Dallavalle 17,05 m                                                           | Enzo Hodebar 16,99 m PB                                                            | Anael-Thomas Gogois 16,65 m                                                   |
| Lancer du poids | Dzmitry Karpuk 20,33 m                                                              | Alperen Karahan 19,75 m                                                            | Odysseas Mouzedinis 19,41 m                                                   |
| Lancer du disque | Kristjan Ceh 67,48 m CR                                                             | Yauheni Bahutski 61,31 m                                                           | Yasiel Sotero 58,07 m                                                         |
| Lancer du marteau | Mykhaylo Kokhan 77,88 m                                                             | Chrístos Frantzeskákis 75,23 m                                                     | Ragnar Carlsson 73,85 m                                                       |
| Lancer du javelot | Topias Laine 81,67 m EU23L                                                          | Leandro Ramos 80,61 m                                                              | Teura'itera'i Tupaia 78,80 m                                                  |
| Décathlon | Andreas Bechmann 8 142 pts EU23L                                                    | Sven Roosen 8 056 pts PB                                                           | Markus Rooth 7 967 pts NU23R                                                  |
| Records et Performances - AR : Record continental (area record) - CR : Record des championnats (championship record) - MR : Record du meeting (meet record) - NR : Record national (national record) - OR : Record olympique (olympic record) - PR : Record paralympique (paralympic record) - PB : Record personnel (personal best) - SB : Meilleure performance personnelle de la saison (season's best) - WL : Meilleure performance mondiale de l'année (world leader) - WJR : Record du monde junior (world junior record) - WR : Record du monde (world record) Circonstances et Conditions - DNF : N'a pas terminé (did not finish) - DNS : N'a pas pris le départ (did not start) - DQ : Disqualification (disqualification) - NM : Aucun essai valable enregistré (No Mark) - Q : Qualifié « directement » au prochain tour (ou à la prochaine compétition), lors d'une compétition majeure, grâce au classement ou à la réalisation des minima (automatic qualifier) - q : Qualifié au prochain tour (ou à la prochaine compétition), lors d'une compétition majeure, grâce au repêchage ou à la réalisation de l'une des meilleures performances parmi celles des « non qualifiés directement » (grâce au meilleur temps ou à la meilleure distance par exemple) (secondary qualifier) |                                                                                     |                                                                                    |                                                                               |

### Femmes
| Épreuves | Or                                                                                          | Argent                                                                            | Bronze                                                                                  |
| --- | ------------------------------------------------------------------------------------------- | --------------------------------------------------------------------------------- | --------------------------------------------------------------------------------------- |
| 100 m (vent : m/s) | Lilly Kaden 11 s 36                                                                         | Rani Rosius 11 s 43                                                               | Kristal Awuah 11 s 44                                                                   |
| 200 m (vent : m/s) | Dalia Kaddari 22 s 64 EU23L                                                                 | Sophia Junk 22 s 87 PB                                                            | Gémima Joseph 22 s 97                                                                   |
| 400 m | Lada Vondrová 51 s 19 PB                                                                    | Barbora Malíková 51 s 23 =PB                                                      | Silke Lemmens 52 s 09 NU23R                                                             |
| 800 m | Isabelle Boffey 2 min 1 s 80                                                                | Eloisa Coiro 2 min 2 s 07 PB                                                      | Wilma Nielsen 2 min 2 s 29 PB                                                           |
| 1 500 m | Gaia Sabbatini 4 min 13 s 98                                                                | Marta Zenoni 4 min 14 s 50                                                        | Erin Wallace 4 min 14 s 85                                                              |
| 5 000 m | Nadia Battocletti 15 min 37 s 4-                                                            | Klara Lukan 15 min 44 s 0-                                                        | Diane Van Es 15 min 48 s 4-                                                             |
| 10 000 m | Jasmijn Lau 32 min 30 s 49 EU23L                                                            | Anna Arnaudo 32 min 40 s 43 PB                                                    | Lisa Oed 33 min 35 s 99 PB                                                              |
| 100 m haies (vent : m/s) | Pia Skrzyszowska 12 s 77 PB                                                                 | Cyréna Samba-Mayela 12 s 80                                                       | Klaudia Wojtunik 12 s 97 PB                                                             |
| 400 m haies | Emma Zapletalová 54 s 28 CR                                                                 | Sara Gallego 55 s 20 NR                                                           | Yasmin Giger 55 s 25 NU23R                                                              |
| 3 000 m steeple | Flavie Renouard 9 min 51 s 02                                                               | Kinga Królik 9 min 52 s 59                                                        | Aude Clavier 9 min 58 s 58                                                              |
| 4 × 100 m | Allemagne Lilly Kaden Keshia Beverly Kwadwo Sophia Junk Talea Prepens 43 s 05 CR            | Espagne Aitana Rodrigo Jaël Bestué Eva Santidrián Carmen Marco 43 s 74            | France Marie-Ange Rimlinger Sacha Alessandrini Wided Atatou Mallory Leconte 44 s 15     |
| 4 × 400 m | Tchéquie Lada Vondrová Nikoleta Jíchová Barbora Veselá Barbora Malíková 3 min 30 s 11 EU23L | France Sokhna Lacoste Louise Maraval Camille Séri Shana Grebo 3 min 30 s 33 NU23R | Pologne Natalia Wosztyl Aleksandra Formella Karolina Lozowska Kinga Gacka 3 min 30 s 38 |
| 20 km marche | Meryem Bekmez 1 h 33 min 8 s                                                                | Pauline Stey 1 h 34 min 47 s PB                                                   | Antia Chamosa 1 h 35 min 4 s PB                                                         |
| Saut en hauteur | Yaroslava Mahuchikh 2,00 m CR                                                               | Maja Nilsson 1,89 m                                                               | Lia Apostolovski 1,89 m =SB                                                             |
| Saut à la perche | Amálie Švábíková 4,50 m SB                                                                  | Molly Caudery 4,45 m =SB                                                          | Lisa Gunnarsson 4,40 m                                                                  |
| Saut en longueur | Petra Farkas 6,73 m EU23L                                                                   | Merle Homeier 6,69 m PB                                                           | Lucy Hadaway 6,63 m PB                                                                  |
| Triple saut | Tugba Danismaz 14,09 m NR                                                                   | Spyridoula Karydi 13,95 m                                                         | Rūta Kate Lasmane 13,75 m                                                               |
| Lancer du poids | Jessica Schilder 18,11 m                                                                    | Lea Riedel 17,86 m PB                                                             | Axelina Johansson 17,85 m                                                               |
| Lancer du disque | Jorinde van Klinken 63,02 m                                                                 | Helena Leveemahti 57,09 m PB                                                      | Amanda Ngandu-Ntumba 56,24 m                                                            |
| Lancer du marteau | Samantha Borutta 68,80 m                                                                    | Katrine Koch Jacobsen 66,81 m                                                     | Kiira Väänänen 65,98 m PB                                                               |
| Lancer du javelot | Aliaksandra Konshyna 59,14 m PB                                                             | Münevver Hanci 57,37 m                                                            | Jöna Aigouy 55,82 m                                                                     |
| Heptathlon | Adrianna Sulek 6 305 pts                                                                    | Claudia Conte 6 186 pts PB                                                        | Holly Mills 6 095 pts                                                                   |
| Records et Performances - AR : Record continental (area record) - CR : Record des championnats (championship record) - MR : Record du meeting (meet record) - NR : Record national (national record) - OR : Record olympique (olympic record) - PR : Record paralympique (paralympic record) - PB : Record personnel (personal best) - SB : Meilleure performance personnelle de la saison (season's best) - WL : Meilleure performance mondiale de l'année (world leader) - WJR : Record du monde junior (world junior record) - WR : Record du monde (world record) Circonstances et Conditions - DNF : N'a pas terminé (did not finish) - DNS : N'a pas pris le départ (did not start) - DQ : Disqualification (disqualification) - NM : Aucun essai valable enregistré (No Mark) - Q : Qualifié « directement » au prochain tour (ou à la prochaine compétition), lors d'une compétition majeure, grâce au classement ou à la réalisation des minima (automatic qualifier) - q : Qualifié au prochain tour (ou à la prochaine compétition), lors d'une compétition majeure, grâce au repêchage ou à la réalisation de l'une des meilleures performances parmi celles des « non qualifiés directement » (grâce au meilleur temps ou à la meilleure distance par exemple) (secondary qualifier) |                                                                                             |                                                                                   |                                                                                         |